# Tordenc de l'Afganistan
El tordenc de l'Afganistan (Argya huttoni) és un ocell de la família dels leiotríquids (Leiothrichidae).

## Hàbitat i distribució
Habita garrigues, praderies i ciutats de les terres baixes i turons, des del sud-est d'Iraq i sud de l'Iran, cap a l'est, a través del sud de l'Afganistan fins al sud del Pakistan.

## Taxonomia
El Handbook of the Birds of the World el considera un complex subespecífic dins Argya caudata, però el Congrés Ornitològic Internacional, versió 11.1, 2021 el considera una espècie de ple dret,
arran els treballs de Cibois et al. 2018